# 26e régiment d’infanterie
Das 26e régiment d’infanterie war ein Infanterieregiment, aufgestellt 1776 als Régiment de Bresse im Königreich Frankreich und im Dienst während des Ancien Régime und danach mit einigen Unterbrechungen bis zur Auflösung 1998. Vor der Vereinheitlichung durch die in der Revolution geschaffene Nummerierung trug es zuletzt den Namen der Provinz Bresse.

## Aufstellung und signifikante Änderungen
- 1776: Das Régiment de Poitou wurde aufgeteilt, das 1. und das 3. Bataillon verlieben als „Régiment de Pouitou“ mit Fahne und Uniform im Dienst; aus dem 2. und 4. Bataillon wurde das „Régiment de Bresse“ aufgestellt.
- 1. Januar 1791: Alle Regimenter wurden nur noch mit Nummern bezeichnet, das „Régiment de Bresse“ hieß fortan „26e régiment d’infanterie de ligne (ci-devant Bresse)“.

### Unterbrechung der Traditionslinie
Im Zuge der Premier amalgame wurde der Regimentsverband aufgelöst und nicht wieder zusammengeführt.
Das 1. Bataillon wurde zusammen mit dem
3e bataillon de volontaires des Hautes-Alpes
5e bataillon de volontaires des Hautes-Alpes
zur „51e demi-brigade de bataille“.
Das 2. Bataillon wurde zusammen mit dem
2e bataillon de volontaires du Vaucluse
5e bataillon de volontaires des Bouches-du-Rhône
2e bataillon des réquisitionnaires de la Montagne d’Aix
zur „52e demi-brigade de bataille“.
Damit endete die Tradition des Regiments – zwischen 1794 und 1803 existierte kein 26. Infanterieregiment –, bis sie 1803 mit einem neugebildeten 26e régiment d’infanterie de ligne fortgeführt wurde.
- 1803: Ein neues „26e régiment d’infanterie“ de ligne wurde errichtet.
- 1814: Während der Restauration und der Herrschaft der Hundert Tage behielt das Regiment seine Nummer.
- 16. Juli 1815: Das Regiment wurde in Saint-Genest nach der zweiten Rückkehr des Königs mit der gesamten Napoleonischen Armee aufgelöst.
- 11. August 1815: Aufstellung der 55e Légion du Morbihan
- 1820: Umbenennung der „Légion du Morbihan“ in 26e régiment d’infanterie de ligne
- 1830: Mit Anordnung vom 18. September wurde ein viertes Bataillon aufgestellt. Das Regiment hatte von da an einen Personalbestand von 3.000 Mann.[2]
- 1870: Im Deutsch-Französischen Krieg wurde ein Marschregiment aufgestellt, das die Bezeichnung 26e régiment de marche erhielt.
- 1871: Nach dem Untergang des Regiments während des Krieges wurde das Marschregiment zum 26e régiment d’infanterie de ligne umgebildet.
- 1882: Umbenennung in 26erégiment d’infanterie
- 1914: Bei der Mobilisierung wurde das Reserveregiment, das „226e régiment d’infanterie“, aufgestellt.
- 1998: Auflösung

## Mestres de camp/Colonels
Mestre de camp war von 1569 bis 1661 und von 1730 bis 1780 die Rangbezeichnung für den Regimentsinhaber und/oder für den mit der Führung des Regiments beauftragten Offizier. Die Bezeichnung „Colonel“ wurde von 1721 bis 1730, von 1791 bis 1793 und ab 1803 geführt.
Nach 1791 gab es keine Regimentsinhaber mehr.
Sollte es sich bei dem Mestre de camp/Colonel um eine Person des Hochadels handeln, die an der Führung des Regiments kein Interesse hatte, so wurde das Kommando dem „Mestre de camp lieutenant“ (oder „Mestre de camp en second“) respektive dem Colonel-lieutenant oder Colonel en second überlassen.
- 26. April 1776: Léon-Eugène, comte de Maulde
- 7. August 1778: Alexandre-Guillaume de Galard de Béarn, comte de Brassac
- 10. März 1788: François-Pierre-Olivier de Rougé, comte de Plessis-Bellière
- 25. Juli 1791: Pierre-Paul-Antoine de La Guette de Vernon
- 30. September 1792: Jean-Pierre-Maurice de Rochon

(…)
- 1803: Colonel Guillaume Miquel
- 1808: Colonel Pierre Barrère
- 1810: Colonel Annet Morio de L’Isle
- 1810: Colonel Pierre Étienne Fabry
- 1811: Colonel Marie Stanislas Prévost
- 1813: Colonel Jacques Louis Dornier
- 1815: Colonel Louis Joseph Hugo
- 1844: Colonel Élie-Frédéric Forey
- 1856–30. Januar 1860: Colonel Denis Benjamin de Sorbiers

(…)
- 1870–1875: Colonel Hanrion
- 1875–1881: Quenot
- 1881–1886: Breugnot
- 1886–1890: Joly
- 1890–1892: Belladen
- 1892–1894: Goulon
- 1894–1895: Dillon
- 1895–1900: Kolb
- 1900: Rodel
- 1900–1904: Vautier
- 1904–1907: Goepp
- 1907–1910: Sibille
- ? : Colonel Robert Boissau
- 1910–1914: Colonel Paul-François Grossetti
- 1914: Colonel Gaston d’Armau de Pouydraguin
- 1914: Ungerer
- 1914: Savary
- 1914–1915: Colin
- 1915–1917: Henri Salles
- 1917–1918: Vergnes
- 1918: Morel
- 1918–1919: Braun
- 1919–1920: Meulle Desjardins
- 1920–1921: Guillaume
- 1921–1923: Spitz

[…]
- 1940: Colonel Didierjean

[…]
- 1964–1966: Colonel Jacques-Philippe Dehollain
- 1966–1968: Colonel Roger Pichené
- 1968–1970: Colonel René Xhaard
- 1970–1972: Colonel Christian d’Arbonneau
- 1972–1974: Colonel Capelle
- 1974–1976: Lieutenant-colonel Jaujard
- 1976–1978: Lieutenant-colonel Pierre Pauvert
- 1978: Lieutenant-colonel Bescondl

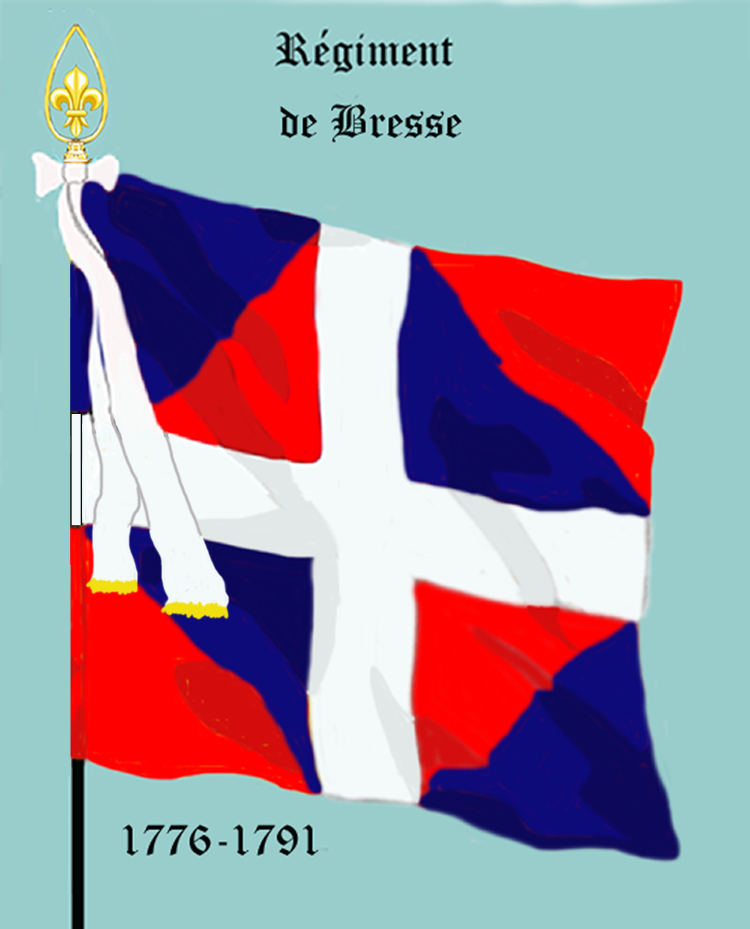
Regimentsfahne 1776 bis 1791

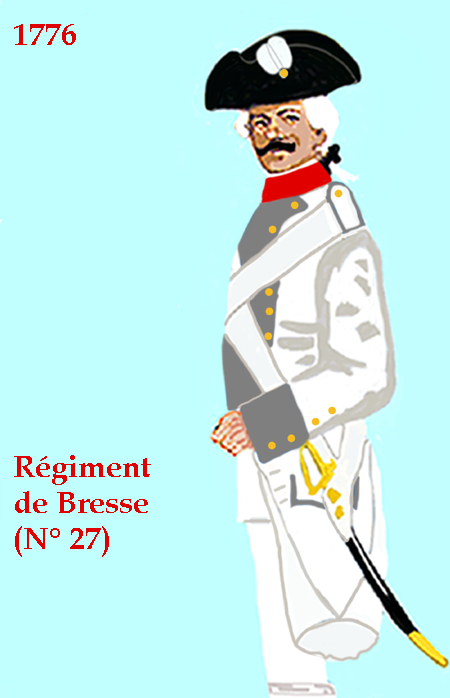
Régiment de Bresse 1775 bis 1779
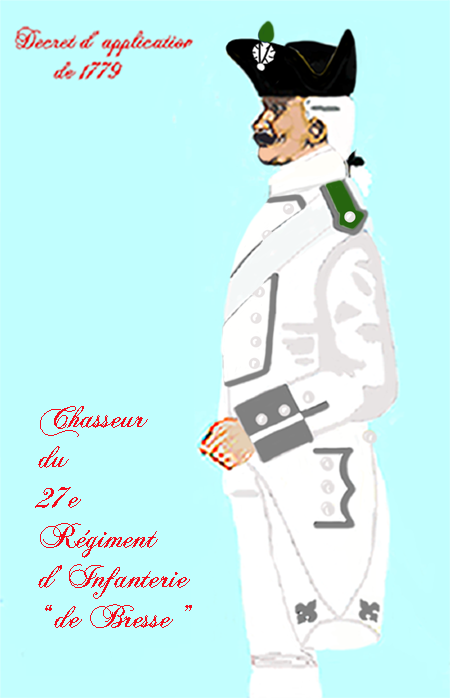
Jäger des Régiment de Bresse 1779 bis 1791
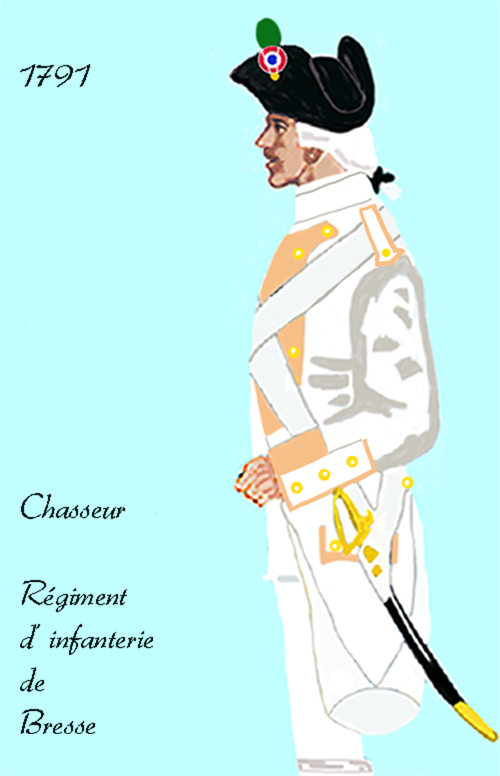
26e régiment d’infanterie de ligne 1791 bis 1794

## Friedenszeit
Im Juli 1775 verließ das Regiment Verdun und verlegte nach Saarlouis, im Juli 1776 nach Saint-Omer. 1778 bezog es Quartiere in der Umgebung von Quimper in der Bretagne. Im gleichen Jahr noch verlegte es zurück nach Verdun, im April 1782 nach Metz, im Oktober des gleichen Jahres nach Thionville, im Mai 1783 nach Saarlouis, im Oktober des gleichen Jahres nach Le Havre, im Juni 1785 nach Brest, im April 1788 nach Toulouse und im November des gleichen Jahres nach Montpellier.
1790 lag das 2. Bataillon in Uzès, wo es von den Patrioten des Ortes des mangelnden Bürgersinns beschuldigt wurde und dass es lieber auf die Predigten der Priester höre. Es wurde dann aus der Stadt entfernt und zunächst nach Alès und dann nach Pont-Saint-Esprit verlegt, wo es mit dem 1. Bataillon wieder vereinigt wurde. Beide Bataillone marschierten dann nach Draguignan, wo sie im April 1791 ankamen. Nach kurzem Aufenthalt wurde das Regiment nach Toulon beordert und dort nach Bastia verschifft, das sie am 19. Mai erreichten. Im Dezember 1792 wurden Détachements zusammengestellt, die den Admiral Laurent Truguet auf der Expedition nach Sardinien begleiten sollten.

## Gefechtskalender
Es wurden Abteilungen als Seesoldaten auf Schiffe der Marine abgestellt, so wurde eine Kompanie auf der Fregatte Belle Poule eingeschifft. Mit dieser nahm die Kompanie am Seegefecht am 15. Juli 1780 gegen das britische 64-Kanonen-Linienschiff HMS Nonsuch teil. Die „Belle Poule“ wurde von den Briten aufgebracht, das Détachement des 26e RI hatte 5 Gefallene und 14 Verwundete zu beklagen.

### Kriege der Revolution und des Ersten Kaiserreichs
- 1793: Feldzug gegen die Aufständischen von Pasquale Paoli auf Korsika. Am 3. Juni konnte sich die Einheit im Gefecht bei Calvi auszeichnen. Während der Schlacht bei Farinole wurde das Kloster von Marianda besetzt. Eine Abteilung geriet bei der Verteidigung von Saint-Florent am 17. Februar 1794 in britische Gefangenschaft und wurde nach Gibraltar verbracht.

Zwischen 1794 und 1803 existierte kein 26e régiment d’infanterie.

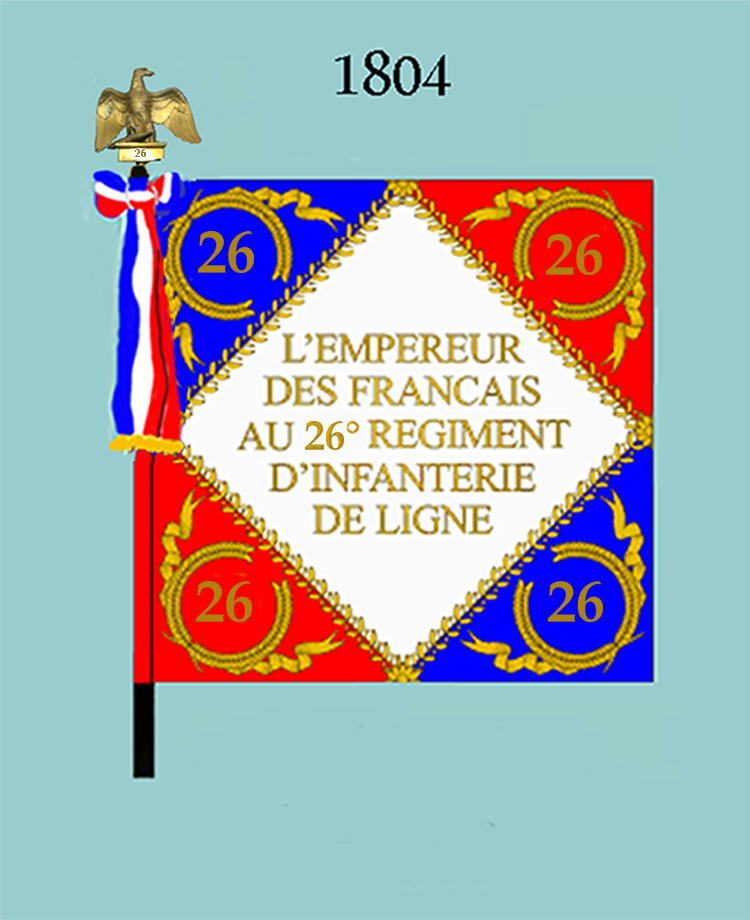
Regimentsfahne Modell 1804 – Vorderseite
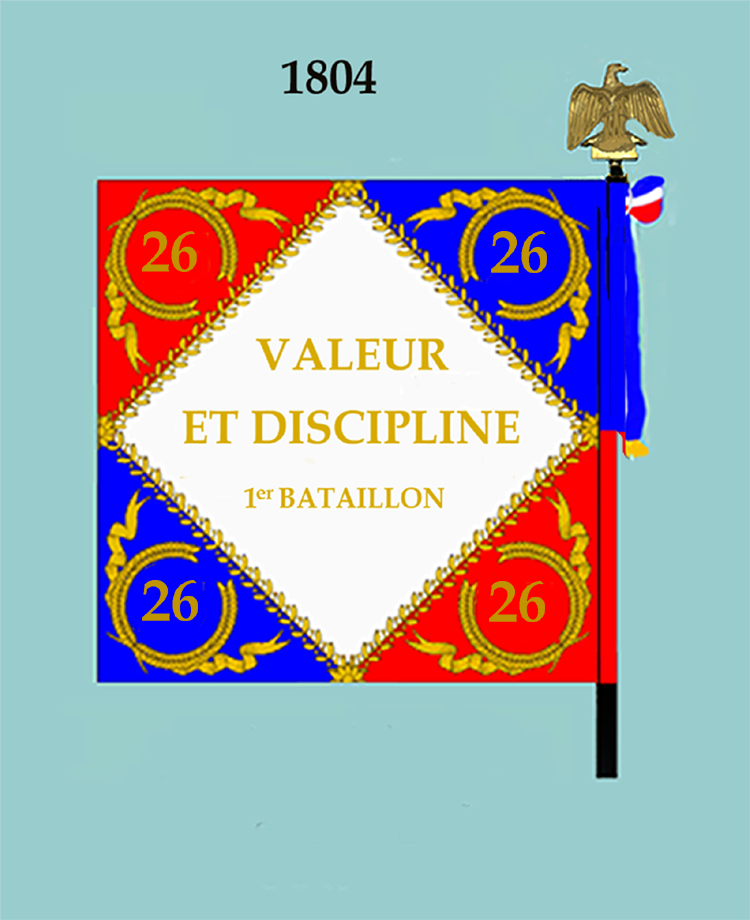
Regimentsfahne Modell 1804 – Rückseite

- 1803 und 1804: Die Einheit lag in Paris und gehörte zur Reserve der Feldarmee.
- 1804 bis 1814: Ein Bataillon war in der Karibik stationiert und bekämpfte die Revolution auf Haiti. Dabei wurde Roseau auf Dominica eingenommen.
- 1807: Abordnung zum Observationskorps an der Gironde
- 1808: Einsatz in Portugal und in Spanien während der Napoleonischen Kriege auf der Iberischen Halbinsel. Besetzung von Beja (Portugal), Evora, Rorissa und Einsatz in der Schlacht bei Vimeiro.
- 1809: Schlacht bei Braga, Zweite Schlacht bei Oporto
- 1810: Schlacht bei Buçaco
- 1811: Besetzung von Sabugal und Almeida, Schlacht bei Fuentes de Oñoro
- 1812: Schlacht bei Salamanca, Belagerung von Ciudad Rodrigo
- 1813: Schlacht am Bidassoa, Besetzung der Zitadelle von Pamplona, von Pont de Berra und Bayonnette, Schlacht bei Lützen, Schlacht bei Bautzen, Schlacht um Dresden und Völkerschlacht bei Leipzig
- 1814: Rheinübergang bei Bingen, Schlacht bei Fère-Champenoise in Bayonne
- 1815: Châtillon, Kämpfe gegen die Royalisten in der Vendée und gegen die Chouannerie, Gefecht bei Échaubrognes

Zwischen 1808 und 1814 verwundete oder gefallene Offiziere des Regiments:
- gefallen: 17
- an ihren Verwundungen verstorben: 10
- verwundet: 78
- 1822 bis 1823: Französische Invasion in Spanien
- 1832: Feldzug in Belgien
- 1837 bis 1844: Feldzug in Algerien

### Krimkrieg
Teilnahme an der Belagerung von Sewastopol. Während eines Angriffs am 18. Juni 1855 hatte es schwere Verluste zu verzeichnen – 157 Mann waren gefallen und 357 verwundet worden. Mit der „Division Autemarre“ marschierte es am 8. September in die Festung ein und besetzte die Bastion du Mât. In den folgenden Monaten führte die Einheit noch kleine Scharmützel gegen russische Truppen bei Corbon-bell und bei Yeni Sala.
- 1856 war das Regiment in Montélimar stationiert, zwei Kompanien lagen in Privas. Von dort verlegte die Einheit im Herbst 1858 nach Valence und dann nach Lyon. Dann erfolgte die Kommandierung nach Paris mit Unterkunft in der Caserne de Popincourt und dann im Fort d’Ivry und im Fort de Bicêtre

### Sardinischer Krieg
Während des Sardinischen Krieges war das Regiment als Versuchseinheit eingeteilt, im Falle der Mobilisierung mit der Eisenbahn rasch verlegt zu werden. Der Transport führte bis Melun, wo das Regiment mehrere Wochen verblieb. Es wurde dann der 2. Division von Général Uhrich im 5. Korps von Jérôme Napoléon zugeteilt und per Schiff nach Livorno transportiert, wo es am 24. Mai 1859 an Land gesetzt wurde. Es war dann bei der Besetzung der Herzogtümer Toskana, Modena und Parma eingesetzt. Am 26. Juni marschierte es nach Norden, um sich mit den anderen Korps bei Villafrance zu vereinigen und den Abschluss des Friedensvertrages (Vorfrieden von Villafranca) zu überwachen.
Während des folgenden Jahres blieb das Regiment in Bergamo stationiert. Am 16. Mai 1860 kehrte es nach Frankreich zurück. Hier wurde es dann nacheinander in der Region Dieppe, Eu und Le Tréport stationiert.

### Deutsch-Französischer Krieg und Pariser Kommune
Am 1. August 1870 war das „26erégiment d’infanterie“ der Armée du Rhin zugewiesen.
Mit dem 25e régiment d’infanterie unter dem Kommando von Colonel Gibon bildete die Einheit die 1. Brigade von Général de Marguenat. Die 1. und die 2. Brigade (Général Comte de Chanaleilles) mit 3. Feldartilleriebatterien und einer Pionierkompanie bildeten die 4. Infanteriedivision unter Général de division Levassor-Sorval. Die Division war Teil des 6. Armeekorps von Maréchal Certain-Canrobert.
- Einsatz in der Schlacht bei Bellevue

Die 2. Depotkompanie des Regiments, 1. Offizier, 216 Unteroffiziere und Mannschaften, wurde dem 16e régiment d’infanterie de ligne zugeteilt.
- Das 4. Bataillon war dem „15e régiment de marche“ (15. Marschregiment) zugeteilt und kämpfte mit diesem am 19. September 1870 im Gefecht bei Châtillon.
- Die 8. Kompanien des 2. und des 3. Bataillons des Regiments kämpften im „29e régiment de marche“ im Département Loiret in den Gefechten bei Chilleurs-aux-Bois, Ladon, Boiscommun, Neuville-aux-Bois und Mézières-en-Gâtinais.

Das Regiment war an der Niederschlagung der Pariser Kommune (Blutsonntag) beteiligt.

### 1871 bis 1914

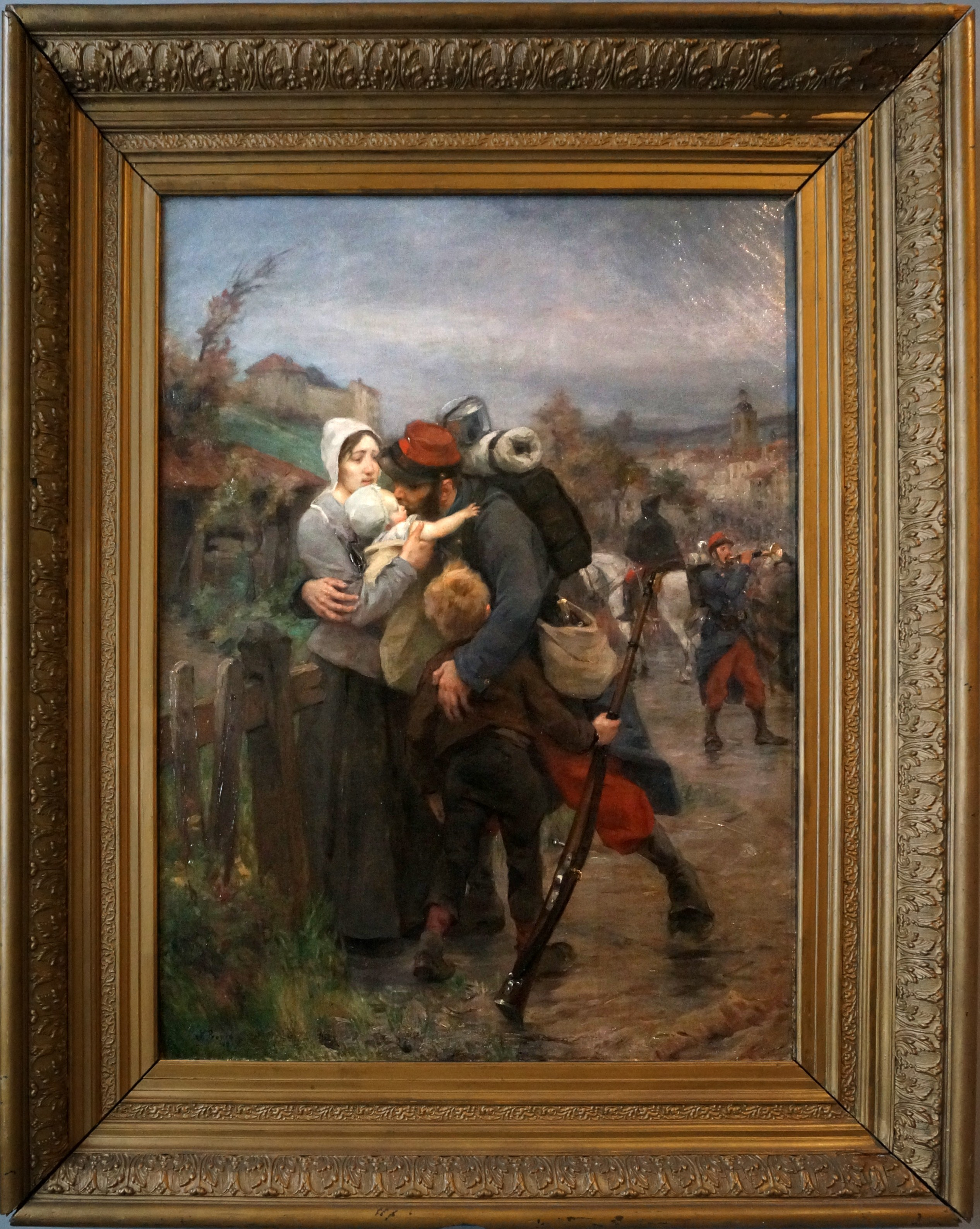
„Abschied eines Reservisten“ oder „Für das Vaterland“. Ölgemälde im „Dépot du musée de l’infanterie de Montpellier“, 1887.

- Vom 1. Oktober 1887 bis 1914 war das Regiment in Nancy stationiert. Es gehörte zur 11. Division, genannt: Division de fer (Eiserne Division), bestehend aus dem 26e RI, 37e RI, 69e RI und dem 79e RI, die zur Sicherung der französischen Ostgrenze eingeteilt war.

### Erster Weltkrieg
Das Regiment war von August 1914 bis November 1918 der 11. Infanteriedivision unterstellt. Bei Kriegsausbruch war es in der Caserne Thiery in Nancy und in Toul stationiert.

### 1914
Vom 31. Juli bis zum 12. August war das Regiment zur Deckung der Grenze bei Seille (Mosel) abgestellt. In dieser Zeit gab es keine größeren Aktivitäten. Es gab einige Scharmützel, aber keine Verluste, lediglich ein Unteroffizier der bayerischen Chevaulegers geriet in französische Gefangenschaft.
Am 14. August war das 26e RI Teil der 2. Armee, die eine Offensive gegen die deutsche Frontlinie startete
- Schlacht bei Mörchingen

Am 16. August konnte die 11. Infanteriedivision mit dem 26e RI einen deutschen Gegenangriff bei Mörchingen zurückweisen. Dabei gelang es einer Abteilung unter dem Kommando von Capitaine Penancier, das Gepäck des Regimentskommandanten des 137. Infanterieregiments, 16 Munitionswagen und einen Werkzeugwagen sowie das dazugehörende Pferdegeschirr zu erbeuten. Außerdem wurden 115 Gefangene gemacht, unter denen sich drei Offiziere befanden. Die Division zog sich dann wieder zurück, wurde aber von den Deutschen nicht verfolgt.
- Schlacht an der Trouée de Charmes[5]

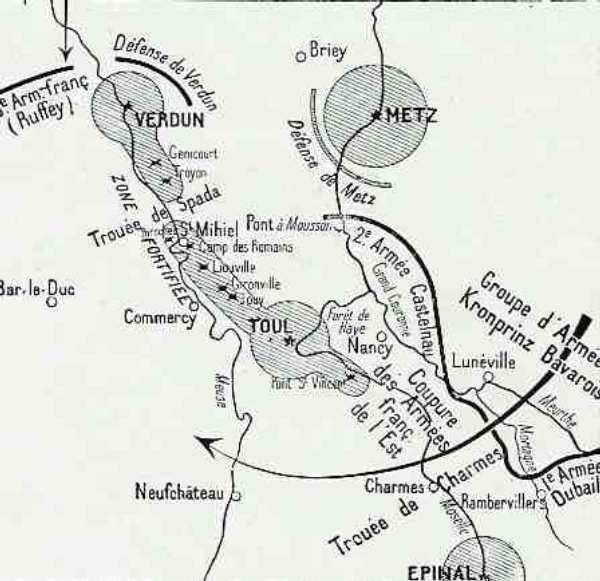
Trouée de Charmes

Am 22. August hatte sich die 11. Division an die Meurthe bis nach Saint-Nicolas-de-Port und Rosières-aux-Salines zurückgezogen. Die Deutschen waren jedoch mehr an der Einnahme von Nancy interessiert, besetzten Lunéville und konzentrierten ihre Kräfte auf den Trouée de Charmes, die Schnittstelle zwischen der 1. und 2. französischen Armee.
Am 25. August zeichnete sich das Regiment besonders aus, konnte es doch unter schweren Verlusten die Ferme de Léomont gegen die Angriffe des II. bayerischen Reservekorps erfolgreich verteidigen.
- 9. September: Gefecht bei Vitrimont
- Schlacht an der Marne
- Wettlauf zum Meer
- Erste Flandernschlacht

### 1915
Teilnahme an der Offensive im Artois.
- 28. September bis 6. November: Herbstschlacht in der Champagne
- Winterschlacht in der Champagne
- Angriff auf den Butte du Mesnil am 25. und 30. September

### 1916
Teilnahme an der
- Schlacht um Verdun
- Schlacht an der Somme

### 1917
Im April und Mai Stellungskämpfe am Chemin des Dames.

### 1918
Angriffskämpfe an der Aisne, bei Cutry, Fosse-en-Bas (28. Juni), Einnahme der Höhe von Pernant (18. Juli) und Gefecht bei Nazareth.

### Zwischenkriegszeit
Die Spitze der Fahnenstange des Regiments wurde am 5. Juli 1919 mit dem Kreuz der Ehrenlegion dekoriert.

### Zweiter Weltkrieg

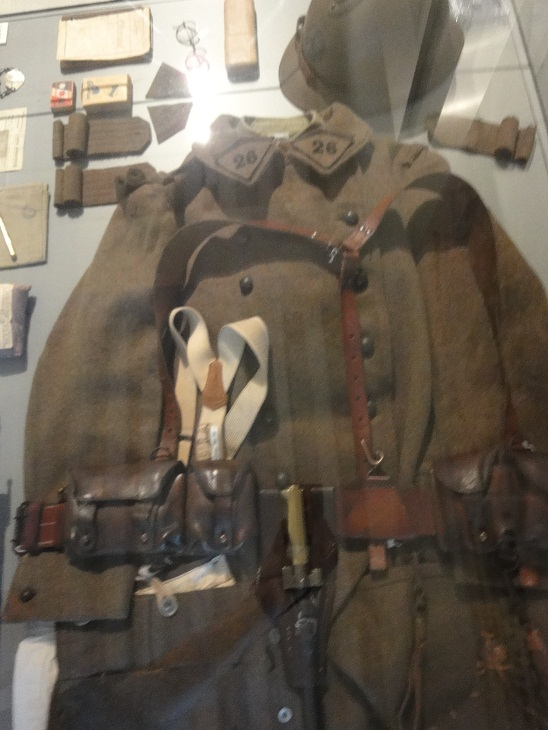
Soldat des 26^{e} RI 1940

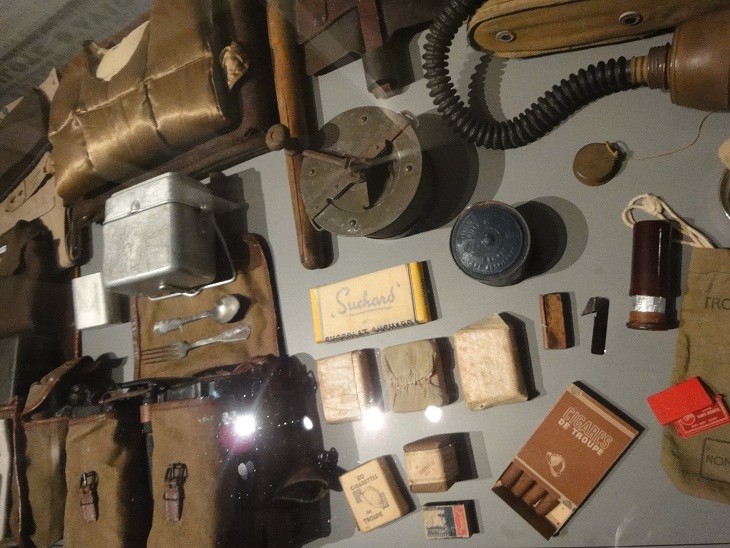
Persönliche Ausrüstung 1940

Am 16. Mai 1940 erhielt das Regiment den Auftrag, verstärkt durch eine Panzerkompanie und einen polnischen Panzerabwehrzug bei Choisy, auf der Nordseite der Aisne einen Brückenkopf zu bilden. Der Fluss und der Wald von Compiègne sollten hier verteidigt werden. Am 20. Mai 1940 wurde dem Regiment ein Bataillon des „141e régiment d’infanterie alpine“ (141. Gebirgs-Infanterieregiment) unterstellt. Es war aus Meaux gekommen und sollte die Brücken in Compiègne, Choisy-au-Bac, Francport und Rethondes schützen. Bis zum 5. Juni geschah zunächst nichts. In der Nacht vom 6. auf den 7. Juni zogen sich die französischen Streitkräfte aus Noyon zurück, und die 11. Division stand plötzlich in der vordersten Linie. Am 7. Juni wurde der Befehl gegeben, die Brücke in Choisy-au-Bac zu sprengen. Der Befehl wurde um 22:00 Uhr ausgeführt. Am Sonntag, dem 9. Juni, um 19:00 Uhr erschienen die Deutschen vor Choisy. Eine feindliche Patrouille wurde von den Polen gefangen genommen. Dann erschienen mehr deutsche Soldaten im Ort, ohne weiter etwas zu unternehmen. Eine polnische Patrouille setzte mit Booten über den Fluss und sammelte sich am Eingang der Kirche, wo sie unter Infanteriebeschuss geriet. Lediglich der Aspirant Jalony konnte sich schwimmend zurück zu den französischen Linien retten. Die Deutschen konnten dann durch Artilleriefeuer aufgehalten werden. Am 10. Juni um 21:00 Uhr zog sich das Regiment schließlich zurück, und Choisy-au-Bac fiel in die Hand der Deutschen. Mehrere Häuser, darunter das Pfarrhaus, brannten nieder.
Das Regiment blieb nach dem Waffenstillstand von 1940 in der Waffenstillstandsarmee der Vichy-Regierung bestehen und wurde in der Kaserne von Bergerac stationiert. Nach dem Einmarsch der Deutschen in das unbesetzte Frankreich (Unternehmen Anton) löste sich die Einheit auf, die Mehrheit der Angehörigen gingen in die Résistance und hier in den militärischen Arm, die Organisation de résistance de l'armée (ORA) mit den vier Gruppierungen im Dordogne-nord, Périgueux-Nord, Périgueux-ville und Bergerac-Dordogne-sud. Letztere bestand am 12. November 1942 aus 16 Offizieren, 75 Unteroffizieren und 200 Mannschaften.

### Nachkriegszeit

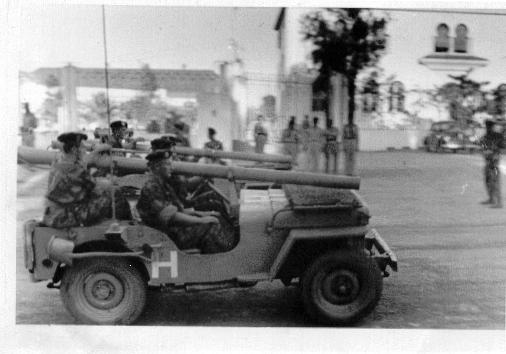
Rückstoßfreies Geschütz M40 106 mm auf einem Jeep in Algerien

Im Juni 1954 wurden der Stab, die Stabskompanie und das 1. Bataillon zur Wiedererrichtung des
23e RI abgegeben.

### Algerienkrieg
Das Regiment war mit der 2. Infanteriedivision im Algerienkrieg in der Region um Constantine eingesetzt.
Nach dem Ende des Krieges am 19. März 1962 wurde die Einheit, so wie 91 andere, zur Bildung der Nationalen Streitkräfte herangezogen. Grundlage war der Vertrag von Évian vom 18. März 1962. Das 26e RI stellte das 411e UFL-UFO (UFL = Union des forces locales – UFO = Unions des forces de l’Ordre) der Streitkräfte der provisorischen algerischen Regierung auf. Die Einheit bestand zu 10 % aus Militärpersonal aus den Metropolen und zu 90 % aus Militärpersonal mit ländlichen Wurzeln (Militaires musulmans). Im Jahre 1963 kehrte die Einheit nach Frankreich zurück.

### Nachkriegszeit

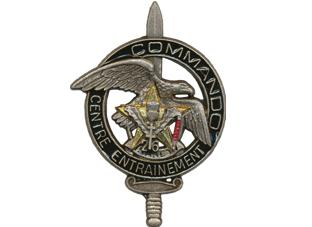
Verbandsabzeichen des 26^{e} régiment d’infanterie als Stammeinheit des „Centre d’entraînement commando n° 8“ in Pont-Saint-Vincent

Bis Mitte der 1970er Jahre war das Regiment in der Kaserne Drouot in Vandœuvre stationiert. In dieser Zeit war die Einheit als Aufwuchsregiment aufgestellt und verfügte nur über eine Stammbesatzung an aktiven Soldaten.
Im Mobilisierungsfall war das 26° RI als Stoßregiment mit dem Namenszusatz „de commando“ vorgesehen. Es bestand aus drei Kampfkompanien, einer Stabs- und Unterstützungskompanie und einer Ausbildungskompanie. Jede der Kampfkompanien bestand aus drei Kampfzügen und einem Heeresunterstützungszug mit zwei rückstoßfreien Geschützen M40 auf Jeep Hotchkiss M201 und zwei gezogenen Mörsern 81 mm.
Die Einheit wurde dann in ein inaktives Reserveregiment umgewandelt und stellte nur einen Stamm für das Technische Kommando-Ausbildungszentrum (Centre d’entraînement aux techniques commando) in Pont-Saint-Vincent. Dazu wurde ein neues Verbandsabzeichen ausgegeben. Das Ausbildungszentrum mit der Nummer 8 wurde 1997 geschlossen, das „26e régiment d’infanterie de réserve“ im folgenden Jahr aufgelöst.

## Regimentsfahne
Auf der Rückseite der Regimentsfahne sind (seit Napoleonischer Zeit) in goldenen Lettern die Feldzüge und Schlachten aufgeführt, an denen das Regiment ruhmvoll teilgenommen hat.

Zuletzt geführte Regimentsfahne
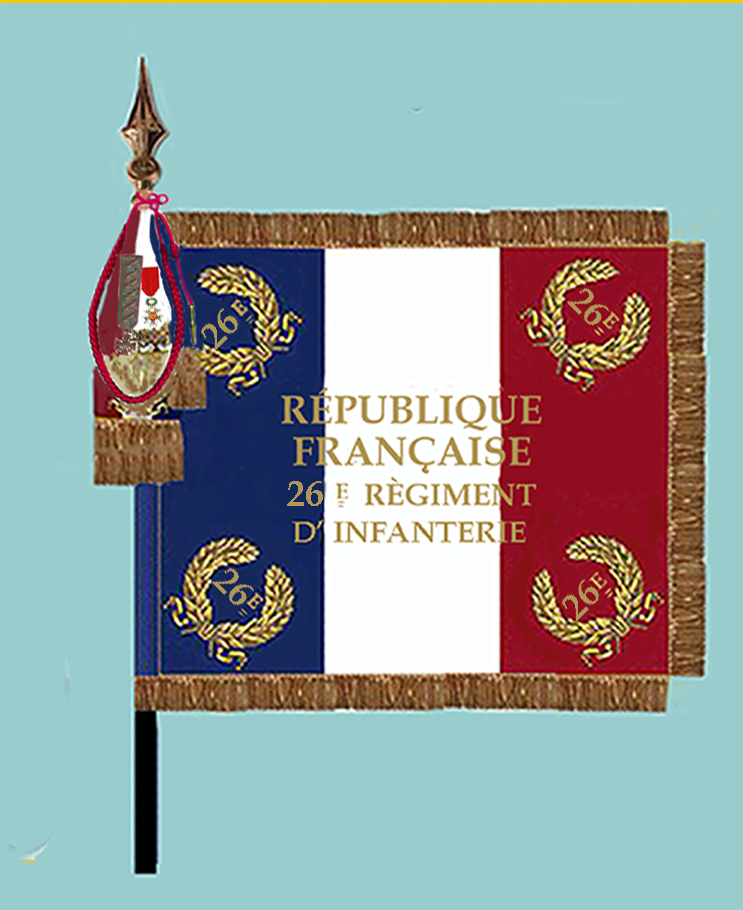
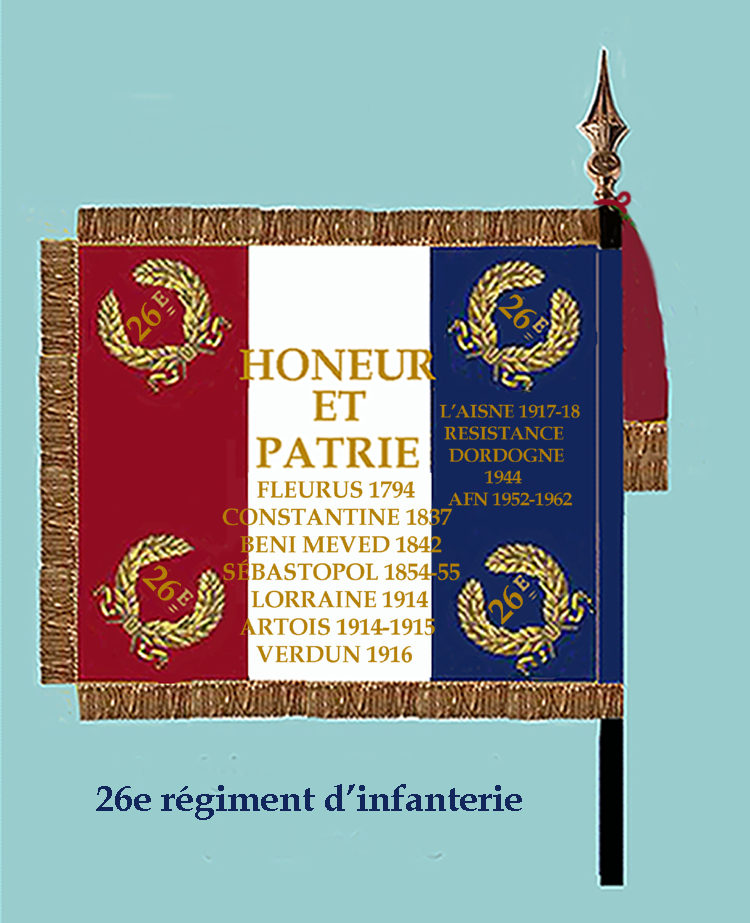

## Auszeichnungen
Das Fahnenband ist mit dem Croix de guerre 1914–1918 mit sechs Palmenzweigen für sechs lobende Erwähnungen im Armeebefehl dekoriert. Am 5. Juli 1919 wurde dem Regiment das Kreuz und die Fourragère in den Farben der Légion d’honneur verliehen. Des Weiteren wurde es mit der Goldmedaille der Stadt Mailand für die Teilnahme an der Schlacht bei Solferino ausgezeichnet.
Die Angehörigen des Regiments haben (auch bei einer eventuellen Wiederaufstellung) das Recht, die Fourragère in den Farben der Légion d’honneur zu tragen.

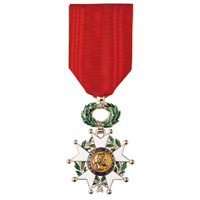
Legion d’honneur
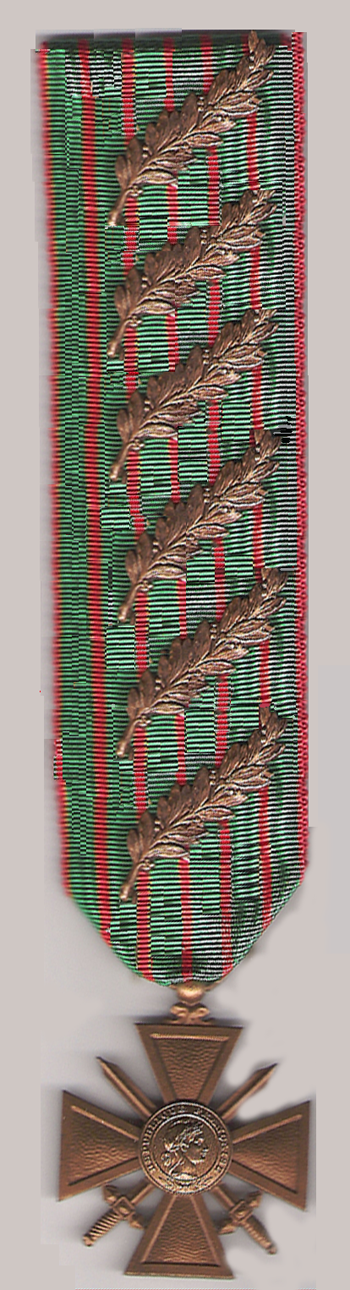
Croix de guerre
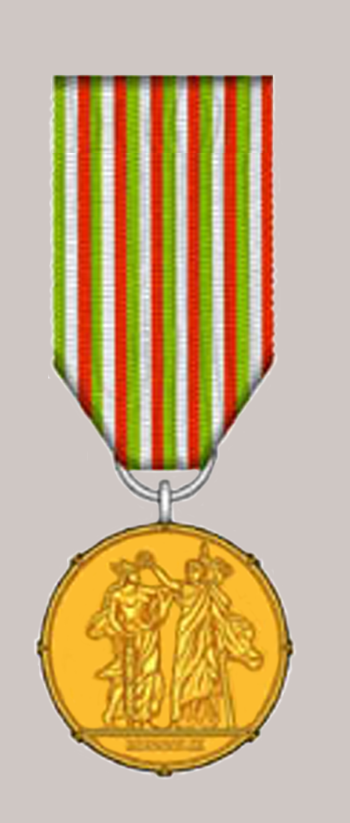
Goldmedaille der Stadt Mailand

## Devise
(Wer sich mit ihm anlegt, bekommt die Spitzen seiner Waffen zu spüren)

## Persönlichkeiten, die im Regiment gedient haben
- Daniel Brottier
- Rémy Grillot
- Raymond Poincaré
- Louis de Pontis, Maréchal de France
- Eugène Tisserant